# Sun-Hyuk Kim
Sun-Hyuk Kim, né le 28 juillet 1984, est un artiste coréen.
Il vit et travaille à Gyeonggi (Corée du Sud). Il est représenté par la galerie Oneiro (France).

## Prix et distinctions
- 2010 : Prix spécial au DAN-WON Art Contest, DAN-WON Art Gallery, Ansan
- 2007 : Prix spécial au World Peace Art Competition, DAN-WON Art Gallery, Ansan

## Démarche artistique
Dans les œuvres de Sun-Hyuk Kim, l'idée de l'imperfection humaine est omniprésente. Elle est représentée par des formes humaines composées par ce qui peut être vu comme des racines, mais aussi comme des vaisseaux sanguins mis à nu.
Ses créations parlent de l'homme, de sa vie, de ses aspirations et de ses peurs. Il explore également la question du mécontentement qui est devenu une sorte de maladie du XXIe siècle. L'artiste construit un monde dans lequel il n'y a pas de distinction entre l'homme et la nature. Ce lien entre l'homme et son environnement est très visible dans l'interprétation visuelle de ses œuvres et même dans sa technique de réalisation. L'artiste transforme des tiges d'acier en formes organiques : racines, branches, vaisseaux sanguins.

### Œuvres (sélection)
- Naked Portrait 2 (sculpture), 2013, acier inoxydable, émail, peinture acrylique, 134 × 120 × 60 cm
- Le chemin vers le bonheur 2 (sculpture), 2010, acier inoxydable, uréthane, peinture acrylique, 270 × 240 × 90 cm
- A portrait of authority (North Korea), A portrait of authority (South Korea), 2014, série de deux portraits, acrylique, ciment.

## Expositions

### Expositions personnelles
2015
- Retour aux Sources, Galerie Oneiro, Paris

2012
- Simple Truth, Noam Gallery, Séoul
- Drawn by Life, Ganaart space, Séoul

### Expositions collectives
2015
- Sea ahead, Galerie Aile, Séoul

2013
- Aesthetic of Material III, Gallery4walls, Séoul

2012
- KCAF Vertical & Horizontal, Milal Museum of Art, Séoul

2011
- DAF, Hangaram Design Gallery of the Seoul Art Center, Séoul
- Color & Nature, 915 Gallery, Séoul

2010
- Flying Together, Gallery of the Global Mission Church, Sungnam

2009
- Calling, Gallery of Global Mission Church, Sungnam
- Si-lip Sculptors Association, Red Brick Gallery, Sungnam

2008
- Misari Environment Sculpture, Misari Motorboat Race Park, Hanam
- Art Project for Estrangement Socil Stratum, Welfare Apartment, Séoul

2007
- Nami Island, Nature, Environment, and Sculpture, Nami Island, Chuncheon
- The Face, Galerie of the Dongdaemun Ward Office, Séoul

### Collections
- Zen Turizm Hediyelik
- Istanbul Amoeba Corporation, Séoul
- Imperial Palace Hotel, Séoul
- Js Construction Corporation, Séoul
- Leisure Safety Mutual Aid Association